# Фаллениус, Оскар
Ларс Эрик Оскар Фаллениус (швед. Lars Erik Oskar Fallenius; род. 1 ноября 2001, Нюнесхамн) — шведский футболист, полузащитник клуба «Юргорден».

## Карьера
Оскар — уроженец Нюнесхамна, портового город в Швеции, расположенного в Стокгольмском лене на южной оконечности полуострова Сёдертёрн. Воспитанник стокгольмского клуба "Броммапойкарн"а, отличающегося работой с молодыми футболистами. 29 ноября 2018 года подписал с клубом свой первый профессиональный контракт. С сезона 2019 — игрок основной команды. Дебютировал в профессиональном футболе 16 февраля 2019 года в поединке Кубка Швеции против «Русенгорда». В Суперэттане дебютировал за команду 7 апреля 2019 года в поединке против «Далькурда», выйдя на замену на 80-й минуте вместо Альбина Линнера. 11 августа 2019 года забил первый мяч в профессиональном футболе, поразив ворота «Треллеборг». Всего в дебютном сезоне сыграл 18 встреч, забил три мяча, попеременно выходя в стартовом составе. Вместе с командой занял в Суперэттане предпоследнее место и вылетел в Эттан.
На следующий год, дивизионом ниже, в Эттане, сыграл 28 встреч, забил 16 мячей, став лучшим бомбардиром команды. Особенно удачно футболист провёл осень 2020 года, в октябре-ноябре которой, в течение 26 дней, сделал три дубля и один хет-трик, поразив ворота «Фрея», «Берги», «Ханинге» и «Нючёпинга» соответственно.
4 января 2021 года было объявлено, что Фаллениус переходит в датский клуб «Брондбю». Контракт был заключён на три с половиной года. 4 марта 2021 года Оскар дебютировал в датской Суперлиге в поединке против «Раннерса», выйдя на замену на 46-й минуте вместо Микаэля Лумба. Всего в дебютном сезоне за новую команду принял участие в пяти встречах, выходя на замену. Вместе с «Брондбю» стал чемпионом Дании.
Также Оскар выступал за сборную Швеции среди юношей до 19 лет.

## Достижения
Брондбю:
- Чемпион Дании: 2020/21

## Статистика выступлений
| Клуб             | Сезон            | Лига             | Лига  | Лига | Кубок | Кубок | Междунар. | Междунар. | Всего | Всего |
| Клуб             | Сезон            | Лига             | Матчи | Голы | Матчи | Голы  | Матчи     | Голы      | Матчи | Голы  |
| ---------------- | ---------------- | ---------------- | ----- | ---- | ----- | ----- | --------- | --------- | ----- | ----- |
| Броммапойкарна   | 2018             | Суперэттан       | 0     | 0    | 1     | 0     | 0         | 0         | 1     | 0     |
| Броммапойкарна   | 2019             | Суперэттан       | 18    | 3    | 4     | 0     | 0         | 0         | 22    | 3     |
| Броммапойкарна   | 2020             | Эттан            | 28    | 16   | 2     | 1     | 0         | 0         | 30    | 17    |
| Брондбю          | 2020/2021        | Суперлига        | 5     | 0    | 0     | 0     | 0         | 0         | 5     | 0     |
| Брондбю          | 2021/2022        | Суперлига        | 3     | 0    | 0     | 0     | 0         | 0         | 3     | 0     |
| Всего за карьеру | Всего за карьеру | Всего за карьеру | 54    | 19   | 6     | 1     | 0         | 0         | 60    | 20    |